# Sminthopsis psammophila
Sminthopsis psammophila is een roofbuideldier uit het geslacht van de smalvoetbuidelmuizen. De wetenschappelijke naam van de soort werd voor het eerst geldig gepubliceerd door Walter Baldwin Spencer in 1895.

## Kenmerken
De bovenkant van het lichaam is grijs tot geelbruin, de onderkant wit. De lange, dunne staart is van boven lichtgrijs en van onderen donkerder (een zeer ongebruikelijk patroon; bij de meeste zoogdieren is de bovenkant van de staart donkerder dan de onderkant). De kop-romplengte bedraagt 85 tot 95 mm, de staartlengte 110 tot 128 mm, de achtervoetlengte 22 tot 26 mm en het gewicht 26 tot 40 g.

## Leefwijze
Deze soort eet insecten en slaapt tussen het gras. Waarschijnlijk wordt er in de lente en het begin van de zomer gepaard.

## Voorkomen
De soort komt voor in grasland op zandduinen in vier gebieden in zuidelijk Australië: bij Lake Amadeus (zuidwesten van het Noordelijk Territorium); bij Queen Victoria Spring (zuidoosten van West-Australië); het midden van het Eyre Peninsula (zuidelijk Zuid-Australië); en de Yellabinna Sand Dunes (midden van Zuid-Australië).
Sminthopsis aitkeni · Sminthopsis archeri · Sminthopsis bindi · Sminthopsis boullangerensis · Sminthopsis butleri · Dikstaartsmalvoetbuidelmuis (Sminthopsis crassicaudata) · Sminthopsis dolichura · Sminthopsis douglasi · Sminthopsis froggatti · Sminthopsis fuliginosus · Sminthopsis gilberti · Sminthopsis granulipes · Sminthopsis griseoventer · Sminthopsis hirtipes · Sminthopsis leucopus · Sminthopsis macroura · Gewone smalvoetbuidelmuis (Sminthopsis murina) · Sminthopsis ooldea · Sminthopsis psammophila · Sminthopsis stalkeri · Sminthopsis virginiae · Sminthopsis youngsoni